# Kwilcz
Kwilcz (prononciation : [kfilt͡ʂ]) est un village de Pologne, situé dans la voïvodie de Grande-Pologne. Elle est le chef-lieu de la gmina de Kwilcz, dans le powiat de Międzychód.
Il se situe à 15 kilomètres à l'est de Międzychód (siège du powiat) et à 59 kilomètres à l'ouest de Poznań (capitale régionale).
Le village possède une population de 2 746 habitants en 2007.

## Personnalités liées à Kwilcz
- Łukasz Ciepliński (pl) (1913-1951), résistant anti-nazi puis anti-communiste, est né à Kwilcz
- Walerian Borowczyk, cinéaste et plasticien polonais né le 2 septembre 1923 à Kwilcz, près de Poznań (Pologne), décédé le 3 février 2006 en région parisienne

## Jumelages
- Breteil (France)

## Voies de communications
La route nationale n°24 (qui relie Skwierzyna à Pniewy) et la route voïvodale n°186 (qui relie Kwilcz à Wierzchocin) passent par le village.